# Lucio Ridenti
Lucio Ridenti, pseudonimo di Ernesto Scialpi (Taranto, 7 agosto 1895 – Torino, 15 gennaio 1973), è stato un attore e giornalista italiano.

## Biografia
Iniziò la carriera come attore nel 1914 con Ermete Novelli quindi, negli anni successivi, con Memo Benassi, Dina Galli, Alda Borelli e Tatiana Pavlova. Partecipò ad alcuni spettacoli di teatro e, nel 1921, fu nel cast del film Senza pietà di Emilio Ghione.

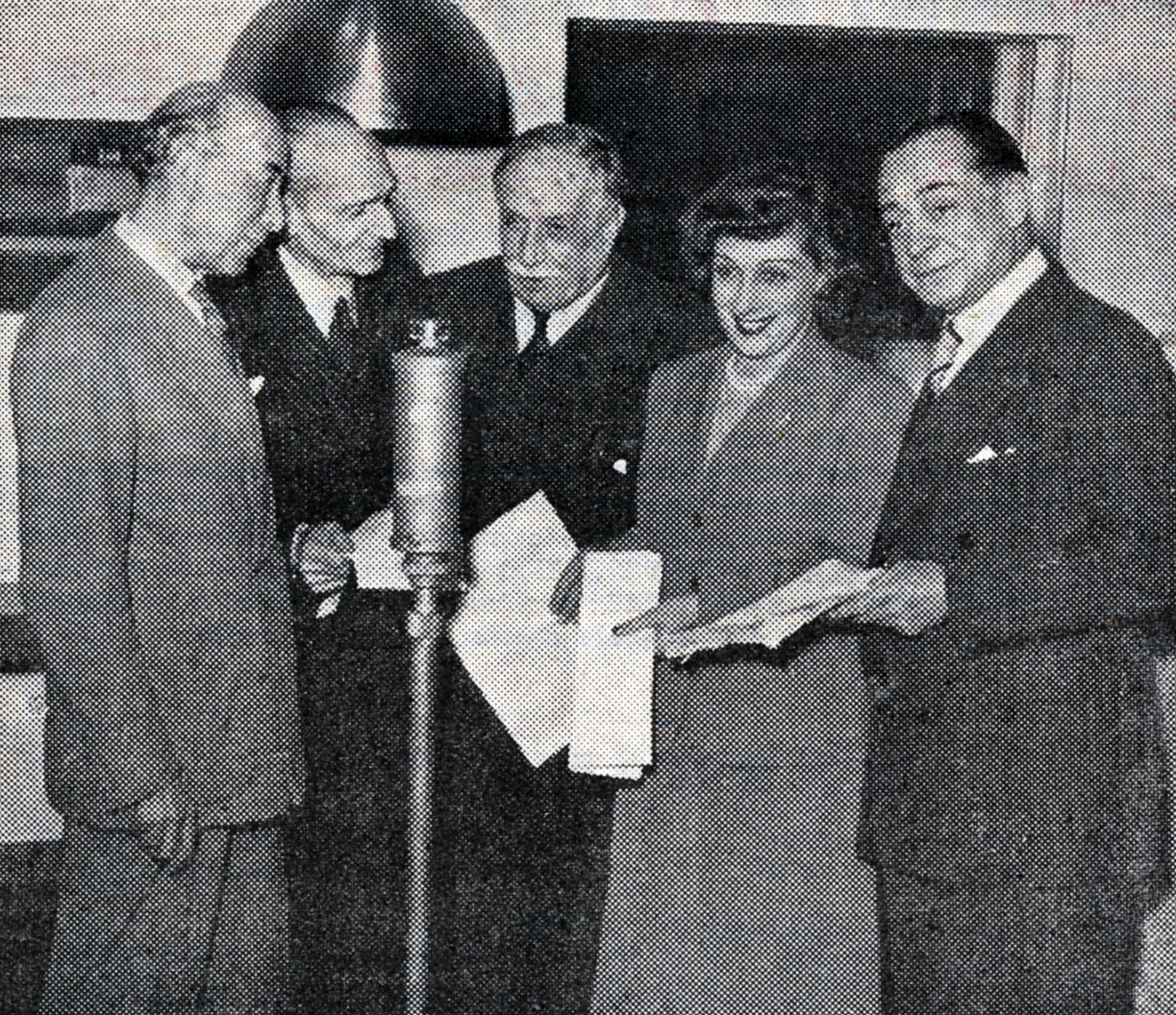
Lucio Ridenti assieme a Romano Calò, Renato Simoni, Andreina Pagnani e Marcello Giorda durante una trasmissione in lingua italiana di Radio Monte Ceneri nel 1950

Nel 1926, mentre si trovava al Teatro Carignano di Torino, ebbe un'improvvisa diminuzione dell'udito che, da quel momento, gli impedirà di proseguire la carriera di teatro. All'epoca era già scrittore e giornalista critico d'arte: per venticinque anni fu redattore della Gazzetta del Popolo, di cui curò la terza pagina e la rubrica teatrale. 
Visse a Torino dove si occupò anche di fotografia di moda insieme alla moglie Donata, collaborando alle riviste Le Grandi Firme, diretta da Pitigrilli (che gli lasciò per alcuni anni la conduzione effettiva) ed illustrata da Gino Boccasile, e Bellezza, della quale faceva parte del comitato di redazione insieme a Cipriano Efisio Oppo, Gio Ponti ed Alberto Francini.
Pubblicò numerosi libri di memorie e studi teatrali (fra i quali Cavalcata delle stagioni, La Duse minore, Il Petronio, Piccolo ricordo) oltre alla raccolta completa in cinque volumi delle critiche teatrali scritte da Renato Simoni fra il 1911 ed il 1952 sul Corriere della Sera.

## Il dramma
Nel marzo 1926 Lucio Ridenti abbandonò il ruolo di attore per dedicarsi al giornalismo accettando la direzione della rivista Il dramma, fondata l'anno prima a Torino con Pitigrilli. Il dramma fu una rivista di teatro, "quindicinale di commedie di grande interesse", che in ogni numero proponeva in anteprima commedie nuove o poco conosciute, molte delle quali diventeranno importanti (una fra tutte, La Venexiana), versioni di commedie già note, recensioni e articoli sul mondo del teatro e i suoi protagonisti.
La direzione di Ridenti durò ininterrottamente per quarantatré anni; terminò col numero 380-381, maggio-giugno 1968, quando la sua salute peggiorò gravemente e lo costrinse a letto.
Dopo il 1968, la rivista proseguì sotto una differente direzione occupandosi anche di cinema e di arte contemporanea, senza più riconquistare il suo pubblico. Dopo essere stata trasferita a Roma, la testata cessò definitivamente le sue pubblicazioni nel 1983.